# Dwight Phillips
Dwight Phillips (* 1. října 1977, Decatur, Georgie) je americký sportovec, atlet, který se specializuje na skok daleký. Je olympijským vítězem letních her 2004 v Athénách a čtyřnásobným mistrem světa (2003, 2005, 2009, 2011).
Na letní olympiádě v Sydney v roce 2000 skončil ve finále osmý za 806 cm. Na halovém MS 2003 v Birminghamu získal zlatou medaili v novém osobním rekordu 829 cm. Druhý v soutěži Španěl Yago Lamela zaostal za Američanem o pouhý jeden cm. Jeho osobním rekordem pod otevřeným nebem je 874 cm (7. místo v historických tabulkách). Do této vzdálenosti kdysi skočili i Američané Larry Myricks a Erick Walder. 

## Osobní rekordy
- 100 m 10,06 s. (2009)
- 200 m 20,68 s. (2002)
- Skok daleký 8,74 m. (2009)
- Trojskok 16,41 m. (1999)